# 普雷圣迪迪耶
普雷圣迪迪耶（法語：Pré-Saint-Didier，法語發音：[pʁe sɛ̃ didje]）是意大利瓦莱达奥斯塔大区的一个市镇。总面积34平方公里，人口983人，人口密度28.9人/平方公里（2009年）。ISTAT代码为007053。